# Павлівка (Житомирський район)
Павлівка— село в Україні, у Житомирському районі, Житомирської області. Входить до складу Курненської сільської громади. Населення становить 342 осіб.

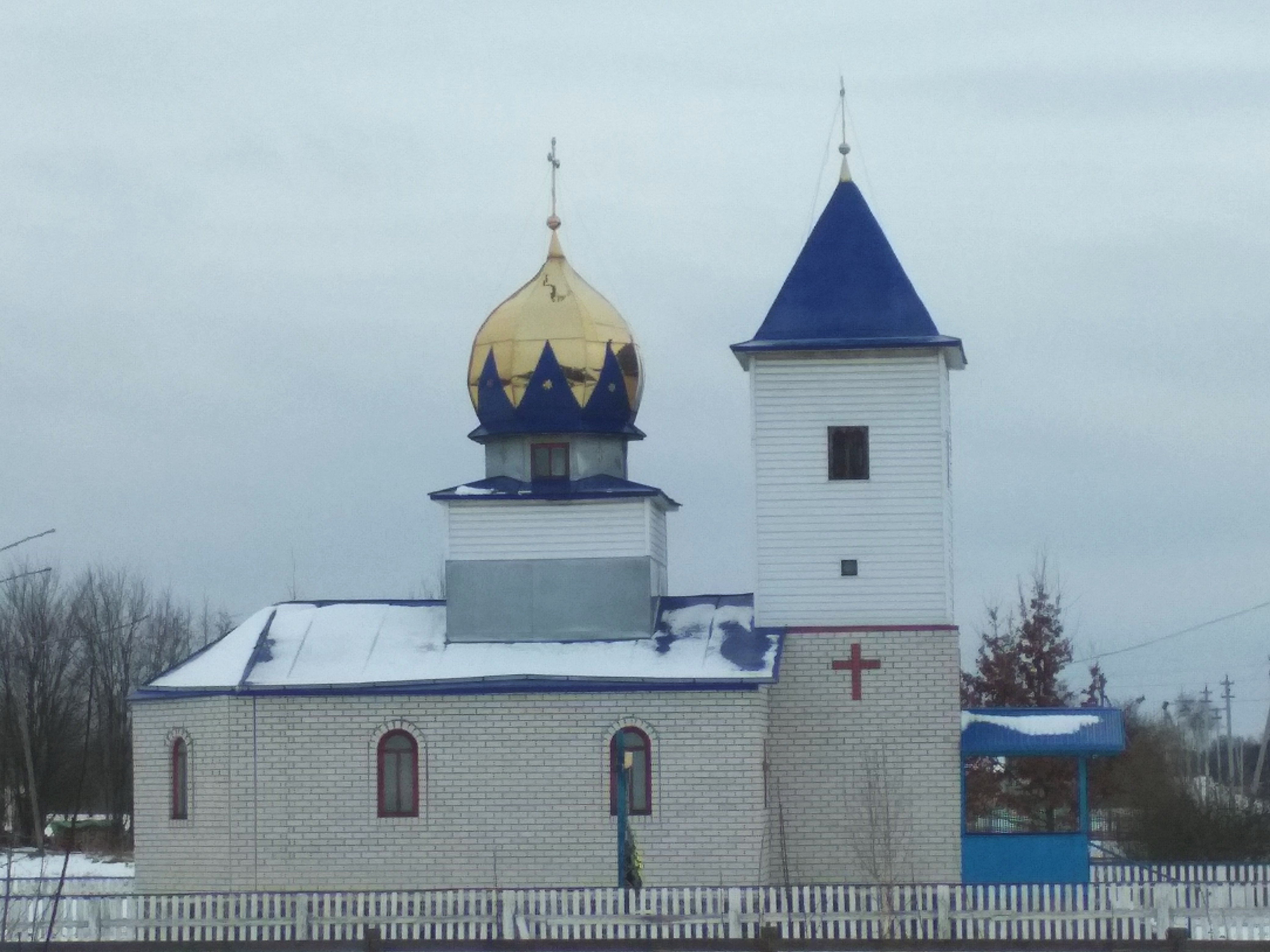

## Історія
Павлівка розташована на березі річки Тня.
Станом на 1906 рік в селі налічувалось 27 дворів, 218 жителів.
Церковний прихід - свій.
На околиці села виявлено два ранньослов'янські поселення VI—VII століть.
У Павлівці побудовано власну Церкву Стрітення Господнього Ісуса Христа, котра 19 січня 2019 року перейшла з УПЦ МП до Православної Церкви України.
Колишній орган місцевого самоврядування — Павлівська сільська рада.

## Населення

### Мова
Розподіл населення за рідною мовою за даними перепису 2001 року:
| Мова       | Кількість | Відсоток |
| ---------- | --------- | -------- |
| українська | 336       | 98.25%   |
| російська  | 4         | 1.17%    |
| білоруська | 2         | 0.58%    |
| Усього     | 342       | 100%     |